# Casa de la Moneda de Brasil
La Casa de Moneda de Brasil es una empresa estatal responsable por la impresión de moneda y papel moneda oficial en Brasil.

## Historia
La Casa de Moneda de Brasil fue fundada el 8 de marzo de 1694 por los administradores coloniales portugueses en Salvador para fabricar monedas de oro provenientes de las minas. El primer acuñador fue José Berlinque, nombrado el 6 de mayo de ese mismo año y sustituido luego por Domingos Ferreira Zambuja, orfebres naturales de Bahía. En 1699, la Casa de Moneda fue trasladada a Río de Janeiro, año en que se acuñaron las primeras monedas en aquella ciudad. En 1700 se transfirió la Casa de Moneda a Recife, que volvería a fabricar monedas metálicas 55 años luego de la confección de las primeras monedas brasielñas acuñados durante el Brasil Holandés. En 1702, la Casa de Moneda fue transferida de manera definitiva a Río de Janeiro.

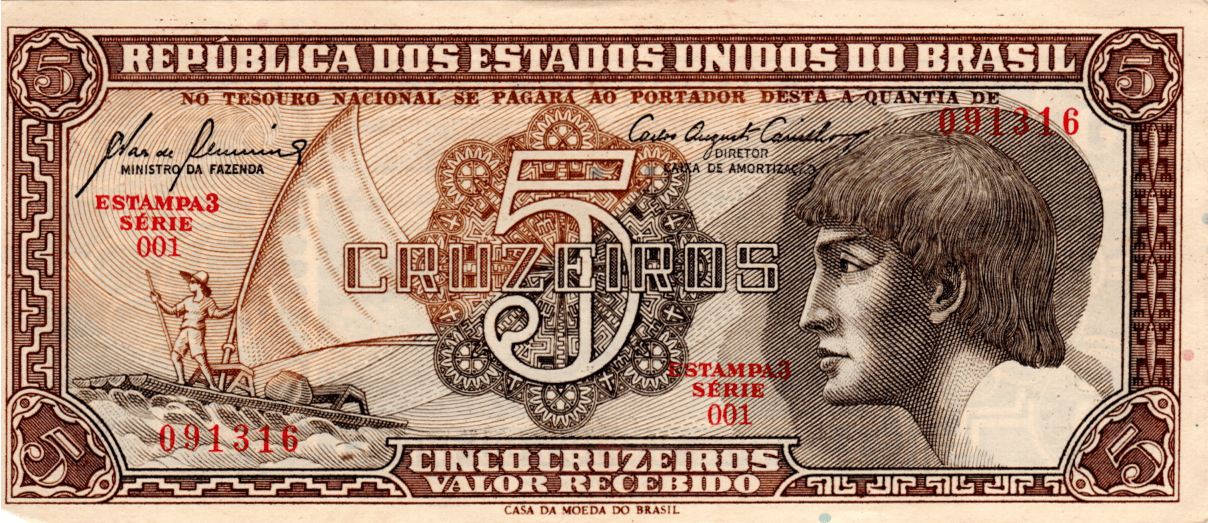
5 cruzeiros de 1961 que fue conocida como la "cédula do índio", hito que marcó el retorno de la Casa de Moenda como única fabricante de dinero brasileño.

Además de imprimir el dinero brasileño oficial, la empresa también imprime monedas conmemorativas, medallas, estampillas y documentos que requieren mecanismos de protección contra la falsificación requeridos por otras empresas.